# 非形式論理学
非形式論理学（ひけいしきろんりがく、英: Informal logic）は、現代の論理学がもっぱら扱うのは「A → A ∨ B」といったような人工的・形式的（formal）な記号によって表現する形式論理であるのに対し、自然言語といったような非形式的なものを扱う論理学やその学際的分野である。非形式論理学は1970年代初め、北アメリカで学部学生への論理学入門コースの代替として導入されたのが始まりである。間もなく思考スキル強化の運動と連携し、特に批判的思考（後述）と密接に関連するようになった。後に、学際的研究分野である議論学とも連携するようになった。
非形式論理学の正確な定義には異論もある。Ralph H. Johnson と J. Anthony Blair は非形式論理学を「論理学の一分野で、日常会話における議論・論証の分析・解釈・評価・批評・構築のための非形式的な標準・尺度・手続きを開発することを目的とする」と定義した。この定義は彼らや他の専門家らが非形式論理学の書籍で書いていることを反映したものと言える。

## 起源と理論
形式論理学から非形式論理学への移行を理解するため、よくある例「全ての人間は死ぬ。ソクラテスは人間だ。従って、ソクラテスは死ぬ」を考える（三段論法という推論方法の例）。これは、人々が日常的に議論の対象とするような話ではない。帰結は前提から必ず導き出されるので、議論するようなことは何もない。一方実世界で人々は、どの政党が政権を担うべきか、地球温暖化にどう対処すべきか、死刑の道徳性、テレビの功罪などを議論しており、その場合形式論理学のように真理値が一意に定まるような答えは得られない。非形式論理学では、論証とは含意や内含ではなく、理性的説得のための活動や会話と解釈される。
以下はそのような論証の例である。
| 「 | 上院議員 Paul Martin は故郷のウィンザー（カナダ・オンタリオ州）びいきでよく知られている。今回、アーサー・ヘイリーの自動車業界を扱った小説『自動車』にウィンザーを誹謗する部分があることから、Martin 上院議員は立ち上がった。ヘイリーはデトロイトに隣接する「汚いウィンザー」を「アメリカでも最も見にくいパートナーとマッチしている」と書いている。報道によれば、Martin は「これを読んだとき、私は激怒した… そこ（ウィンザー）に住んでいる我々は、汚い都市などではないことを知っている。カナダでも最上の花園のある都市だ。学校も素晴らしく、勤勉な人々が住んでいる」と述べた。 | 」 |

Martin はウィンザーが汚くないという主張を補強する彼なりの理由を述べている。しかし、結論は区別して考える必要がある。Martin は彼の論証の強さについて何の主張もしていないが、これは一般的である。彼の論証は未検証の仮定を利用しており、これも日常の議論では一般的である。また、解釈の問題もある。すなわち "grimy"（汚い）という言葉の意味するところである。この例は、非形式論理学で扱う論証の典型であり、ソクラテスの例とは対照的である。2000年、Johnson と Blair は定義を修正し、日常会話で発生する議論だけでなく、Weinstein (1990) が "stylized discourse" と呼んだ「調査 (disciplined inquiry)」も対象に含めた。
以下はアンセルムスの神の存在論的論証である。
| 「 | 存在するという属性を、最大に備える存在者が存在する。何故なら、存在するという属性は、他の存在者もすべて備えているが、そのような属性を「最大に持つ者」は、まさに、自明的に存在するからである。このような「最大の存在属性を持つ者」こそは、神である。それ故に、神は存在する。 | 」 |

上記の定義を理解するには、「形式的(formal)」との対比で「非形式的(informal)」ということを理解しなければならない。1982年、Barth と Krabbe は "form"（形式）という用語の意味を3つに分類した。"form1" は、プラトンのイデア論に由来する用語（idea of form、究極的形而上学的単位）としての意味である。Barth と Krabbe は、多くの古典的論理はこの意味で形式的であると主張している。すなわち、三段論法は項の論理であり、項はプラトン的（あるいはアリストテレス的）「形式」のプレースホルダーとして理解される。この第一の意味の「形式」では、ほとんど全ての論理は非形式的である。非形式論理学をこの意味で解釈すると、余りにも範囲が広くなってしまう。
"form2" は、現代の論理体系で理解される式や文の形式を意味する。ここでは妥当性（前提が真なら結論も真となる性質）が重要となる。ここで妥当性は、論証を構成する文の論理的形式と関係がある。この意味では、現代の論理はほとんどが「形式的」である。すなわち、そのような論理では論理的形式が正規化され、そこで妥当性が中心的役割を果たす。この第二の意味の「形式」では、非形式論理は形式的ではない。なぜなら、論理的形式の記法を論証の構造を理解する手段としては用いず、論証を評価する目的で基準として妥当性を使うこともない。妥当性の要求は厳密すぎることが多い。妥当性はなくとも、前提から結論が導き出されている良い論証は存在する。標準の論理的妥当性は満足しなくとも、ある人に死刑を宣告する法律では、帰結が「合理的疑い以上の前提」から得られると考えられる論証で十分である。
"form3" は、「何らかの規則群に従って、ある程度の調整と組織化をされた手続き」である。Barth と Krabbe は「我々はあらゆる種類やあらゆる状況下での formality3 を論じない」とし、むしろ「議論の勝ち負けについて語るためには、口語的弁証法がある形式（すなわち、従うべき一定の規則群）を持たねばならないというテーゼを論じる」とした。この第三の意味の「形式」では、非形式論理学も形式的と見なされうる。というのも、非形式論理学だからといって論争的対話において規則・基準・標準・手続きに従わないわけではないからである。非形式論理学には、論証を評価する基準、見当たらない前提を検出する手続きなどがある。
非形式論理学は論理学の一分野ではないという人もいる。Massey は基盤となる理論が存在しないという理由で、非形式論理学の研究そのものを批判している。彼が言うには、他の学問分野では基盤となる理論が構造を与えるのに対して、非形式論理学はその代わりとして詳細な分類体系を構築する必要がある。また、形式手法における論証の妥当性に相当するものがなく、例えば誤謬の研究はむしろ心理学や哲学や論理学で研究した方が興味深い結果が得られるだろうと指摘している。

## 形式論理学との関係
論理学は推論の標準的研究分野である。どんな推論にも、その推論の型に対する標準形を体現する論理が存在する。非形式論理学と形式論理学とは、方法論だけでなく、重視する点も異なる。すなわち、議論についての社会的・対話的慣習は、形式演繹論理の主題の1つでもある含意（命題間の関係）とは異なるし、前提から結論を導く精神活動とされる推論とも区別されるべきである。従って非形式論理学は、含意や推論とは区別された議論・行為の論理学とでも言うべきである。

## 批判的思考との関係
1980年代から、非形式論理学は批判的思考と密接に関連付けられ、場合によっては同一視される。批判的思考は第一に活動の種類であって思考方法だが、非形式論理学は学究の種類である。批判的思考はまた、1980年代に北米で教育問題が言われるようになったとき、理想の教育を表してもいた。「批判的思考」の正確な定義は異論が多いが、批判的に思考するには議論を処理できなければならないという点では見解が一致している。このため、非形式論理学が関係するようになった。Johnson によると批判的思考は、知的生産物（論証、説明、理論）の強さと弱さの評価である。批判的思考の大部分が論証に関するもので、議論のスキルを必要とするとしても、それ以外の部分（例えば、意味を明確化するために情報を入手し評価する能力）は非形式論理学とは無関係である。また、批判的思考にはある特定の性向が必要であると信じられている。批判的思考と問題解決手法を合成する誘惑にかられる者も多い。Johnson はこれをネットワーク問題の1つとし、その適切な解決には推論の理論が必要だとした。

## 議論学との関係
「論証(argument)」と「議論(argumentation)」は異なるが、哲学的にはこれら用語の用法に一般的合意は形成されていない。ここでは議論は社会的かつ文化的行為であり、議論する過程が重要であり、その結果として生成されるのが論証とする。しかし例えばプラグマティズムの弁証法では普通なら "argument" というべきところを "argumentation" とすることが多い。議論学(Argumentation theory) は、議論を理論的に研究する学問である。議論学は、様々な学問分野の知識を必要とする学際領域となっている。議論を完全に理解するには、論理学（形式、非形式）、修辞技法、コミュニケーション理論、言語学、心理学、計算機科学などの知識を必要とする。1970年代以降、議論学には、論理的手法、修辞的手法、弁証的手法の3つの手法があるというのが定説となっている。Wenzel によれば、論理的手法は議論の成果物を扱い、修辞的手法は手続きを扱い、弁証的手法はプロセスを扱う。従って、非形式論理学は議論学の基盤の1つとなっていて、主に議論の成果である論証を扱う。